# リュドヴィック＝ナポレオン・ルピック

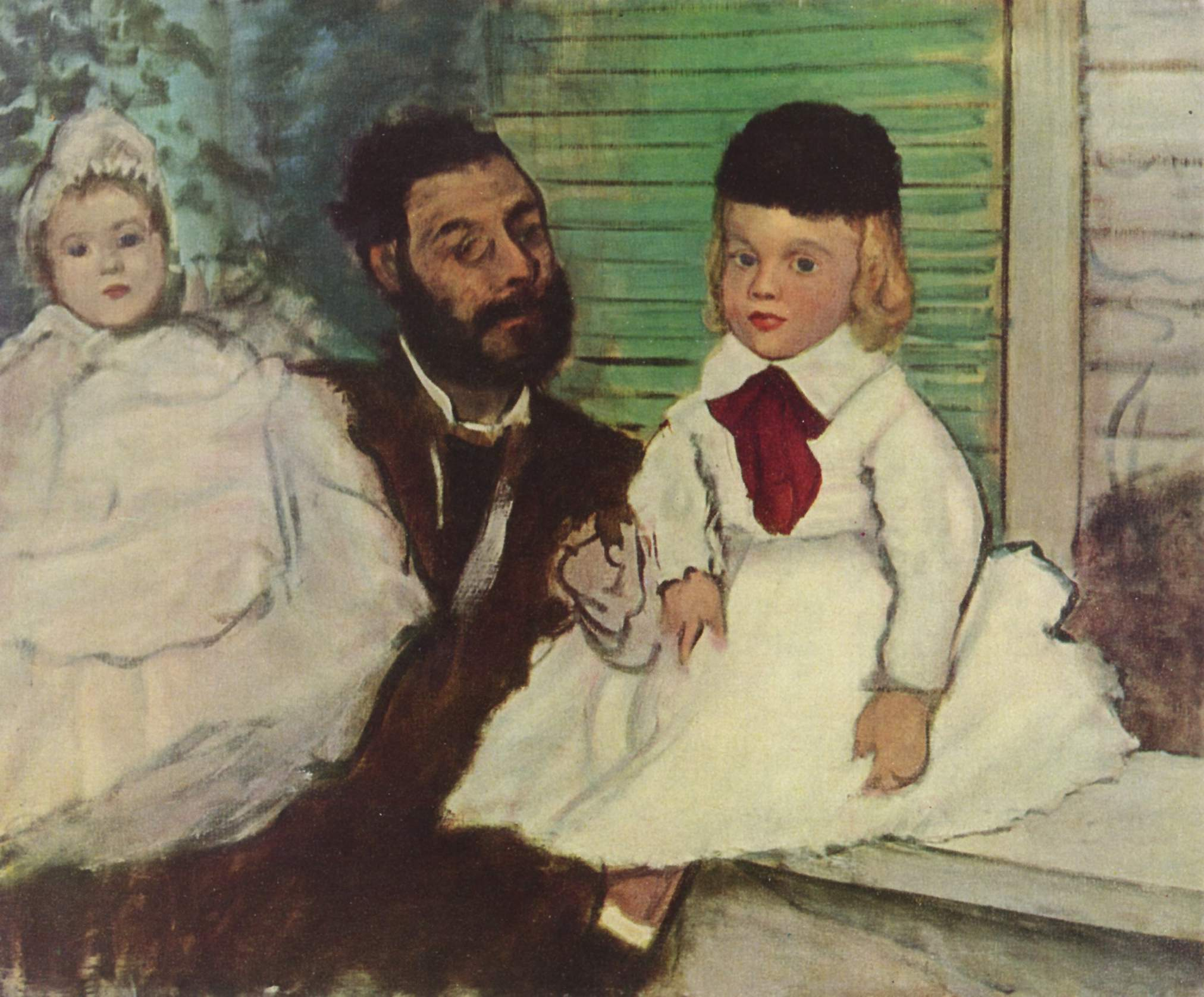
エドガー・ドガによって描かれたルピックと娘たち

リュドヴィック＝ナポレオン・ルピック（Ludovic-Napoléon Lepic、1839年12月17日 - 1889年10月27日）はフランスの貴族、画家、考古学者、芸術のパトロンである。印象派の画家、エドガー・ドガの友人であったことで知られている。

## 略歴
パリで生まれた。祖父はナポレオン時代の将軍(Général de division)のルイ・ルピックで、父親のルイ＝ジョセフ＝ナポレオン・ルピック（Louis-Joseph-Napoléon Lepic:1810–1875)も軍人としての経歴を極め、ナポレオン3世の密接な支援者だった。軍人の道を選ばず画家の教育を受けた。はじめベルギー王の宮廷画家、ワッペルス（Gustave Wappers:1803‐74)の個人教授を受け、その後パリでベルギーの動物画家、シャルル・ヴェルラ(Charles Verlat)に学んだ。版画の道に進むことを勧められ、1852年に版画家の協会、Société des aquafortistesに入会し、1861年にルーブルに動物画の版画を製作する工房を開いた。絵の技術を向上させるために、1863年からシャルル・グレールのスタジオで学び、翌年アレクサンドル・カバネルのスタジオで学んだ。1865年にシャンベリ近くに城を持つ一族の娘と結婚し、3人の娘ができた。この頃考古学に興味を持ち、1869年にパリの考古学協会の会員となった。1872年に博物館を作り、古代の武器、道具に関する図入りの著作を出版した。
同じ頃、版画家、画家としても上達し、1850年代の終わりから、有名な画家、エドガー・ドガの友人となり、1860年に画家のグループ、Cercle de l'union artistiqueの設立に参加した。ドガとともに印象派の画家たちとも親しくなり、1874年から始まった、印象派展の発起人、参加者となった。« L'eau-forte mobile »と称した版画の技法を開発したと称した 。
1869年から1870年には、先史時代の武器や道具を再現して実験する「実験考古学」を行い、遺跡の発掘にも参加した.。1873年にサヴォワの科学・文芸アカデミー（Académie des sciences, belles-lettres et arts de Savoie）の会員に選ばれた。
画家としては1876年にピカルディの海岸を訪れ、風景画家のフランシス・タッテグラン（Francis Tattegrain）と知り合い、海岸の風景を描くようになった.。1877年のサロン・ド・パリで海岸の絵で入選した。

## 作品

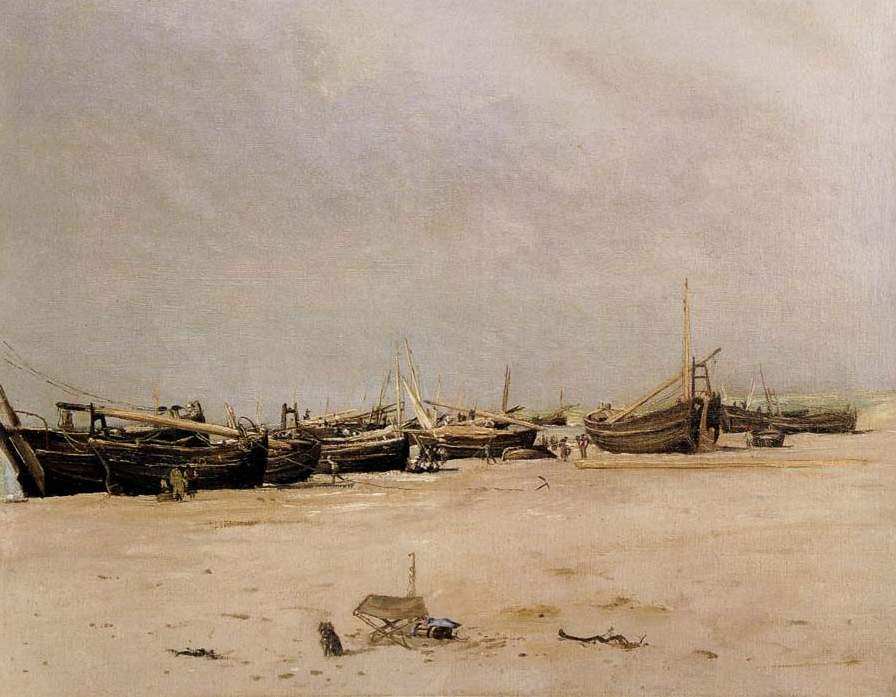
La plage de Berck au pliant
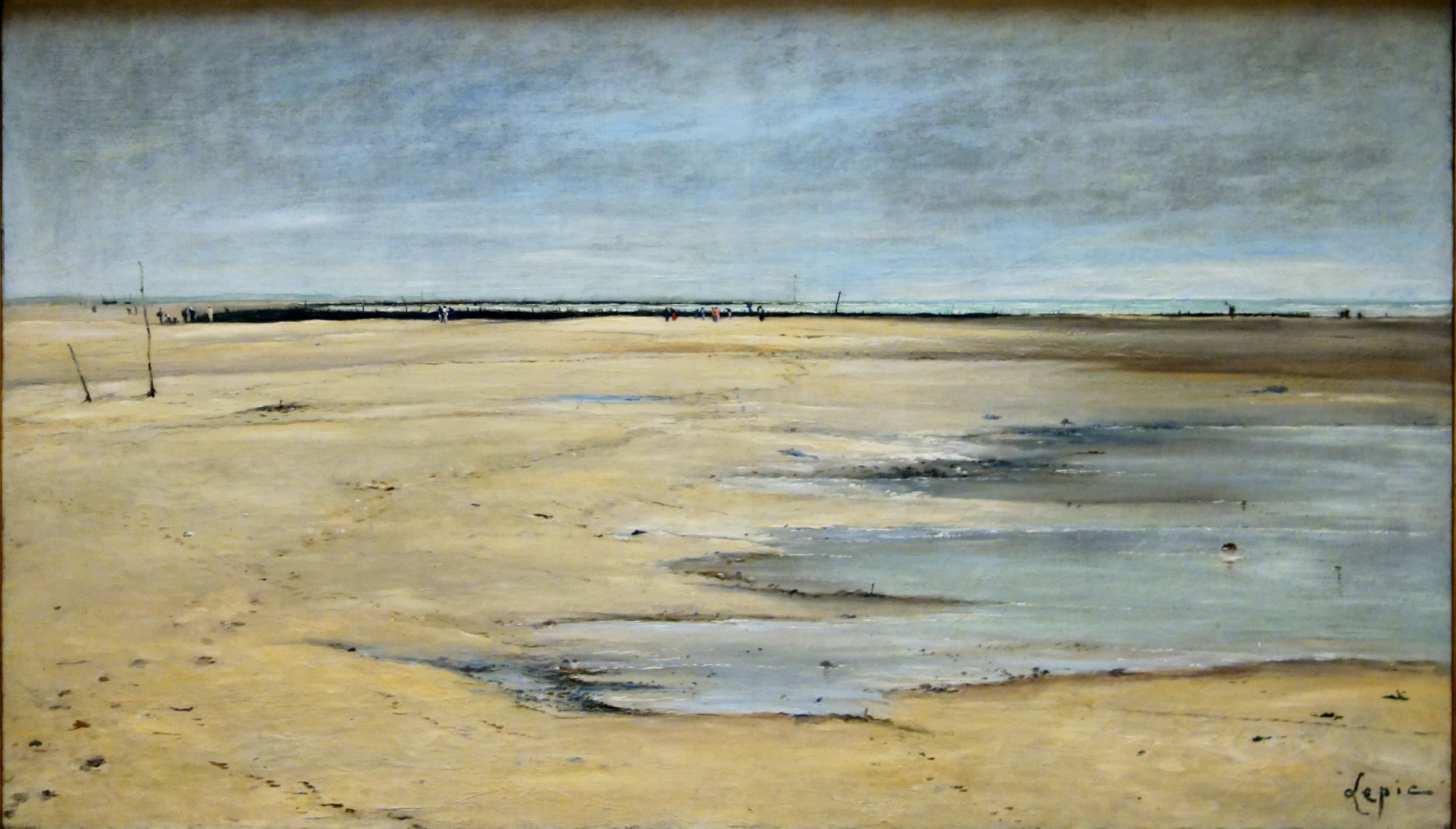
Strand von Berck (1876)
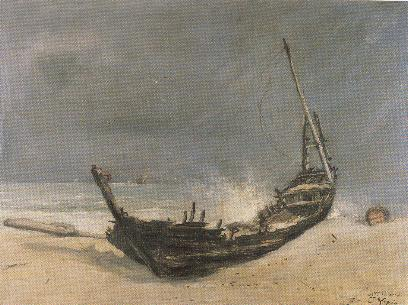
Schiffswrack (vor 1877)
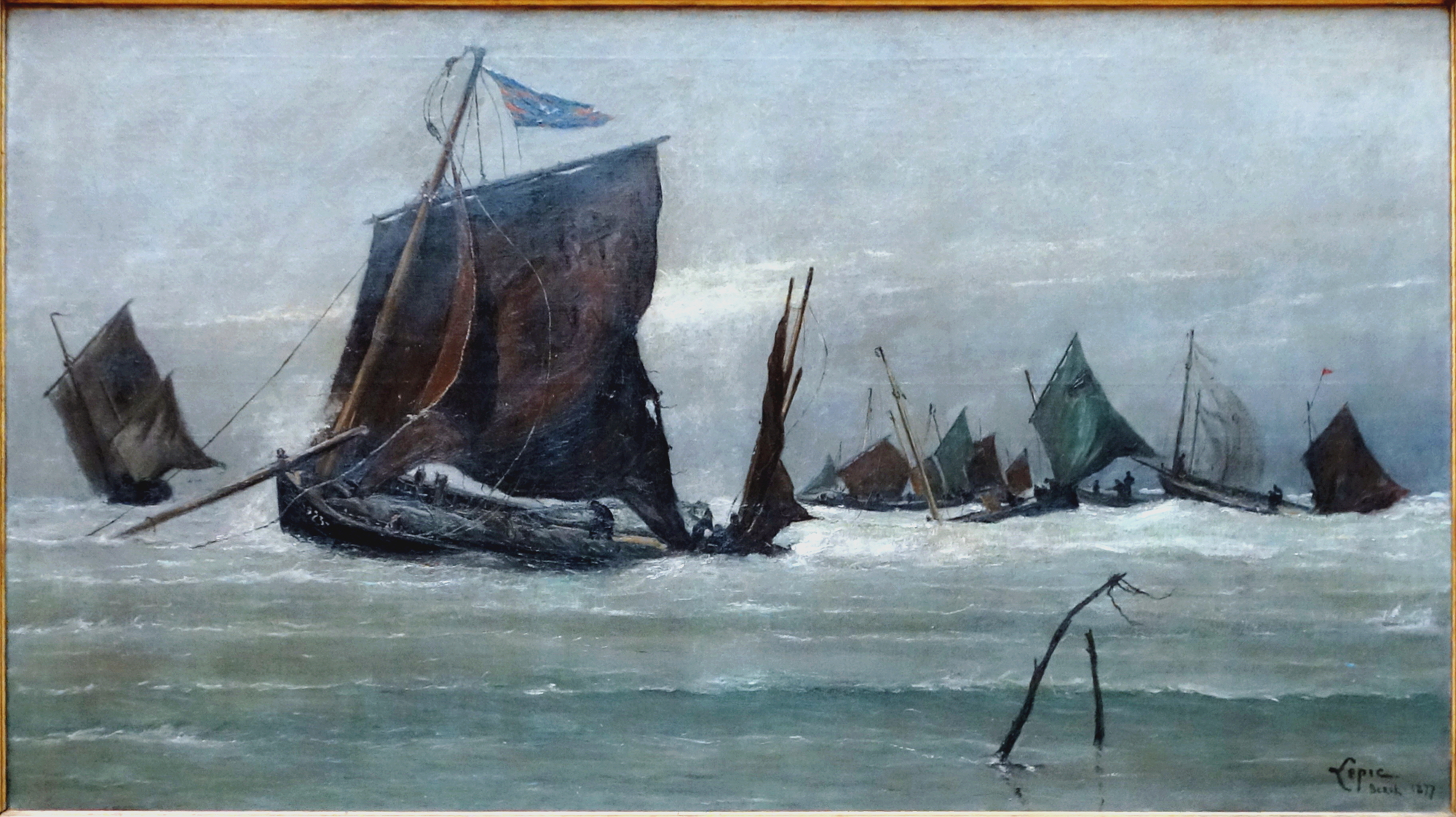
Fischerboote in Berck (1877)

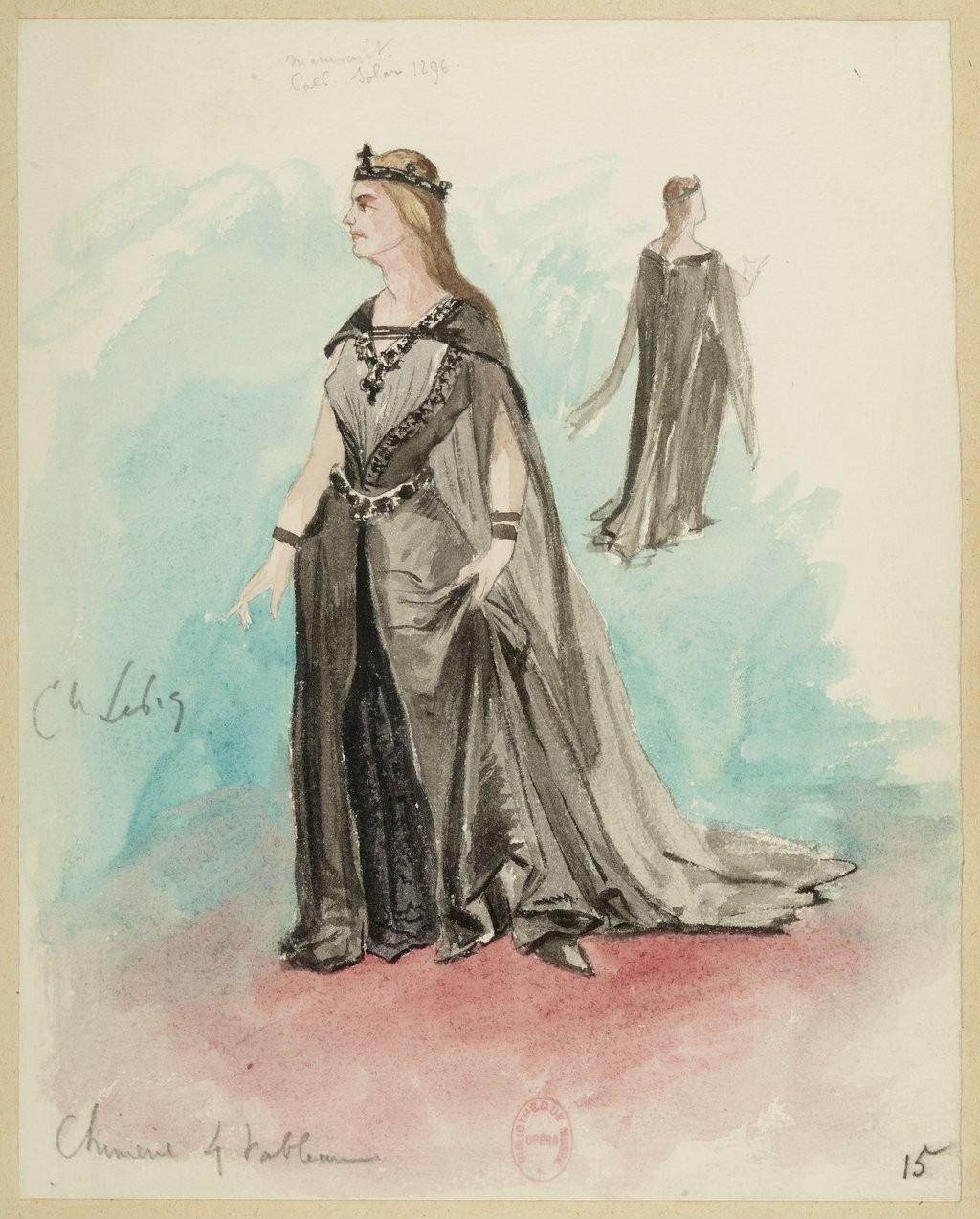
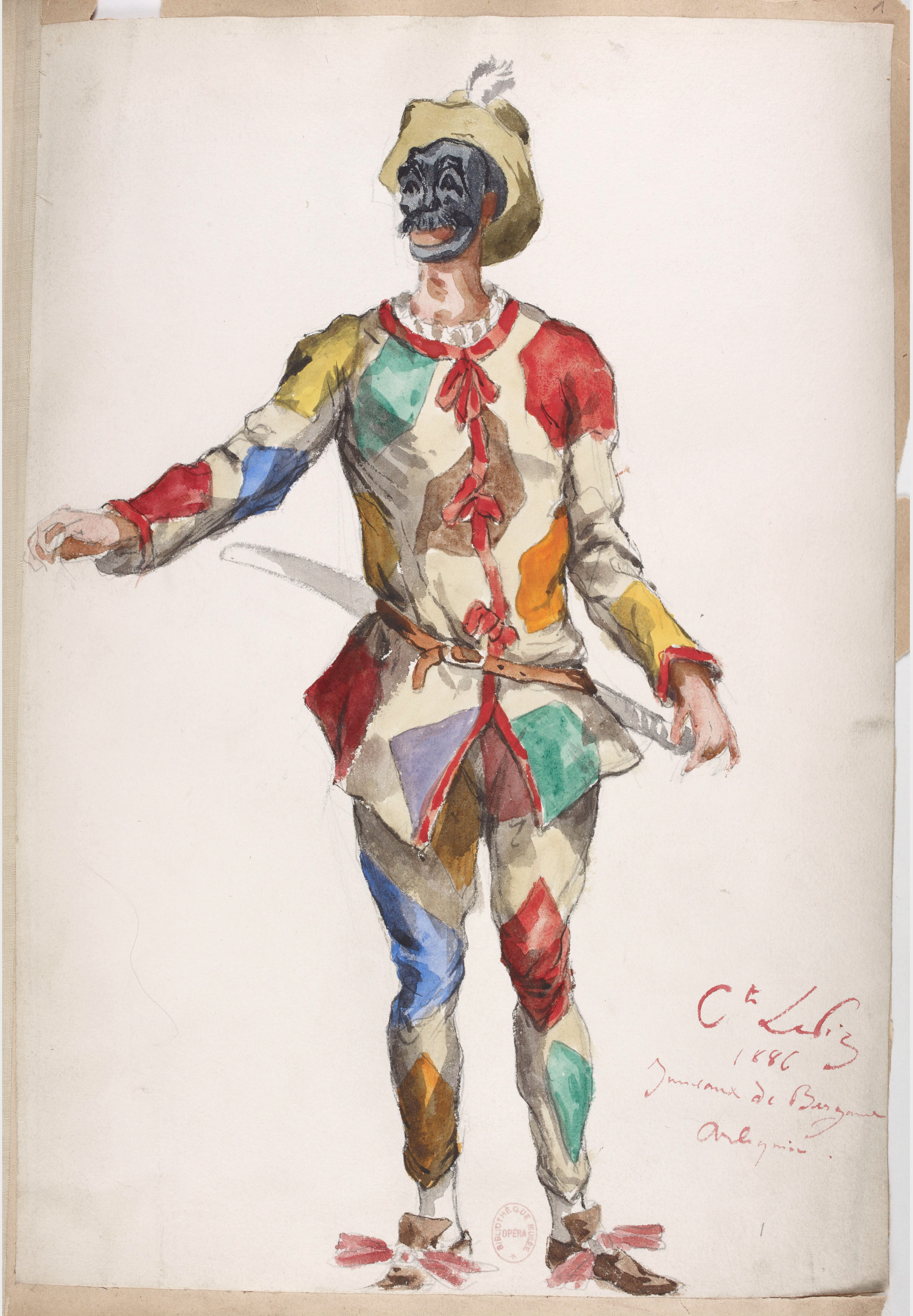
Kostüm für das Ballett Les Jumeaux de Bergame (1885)
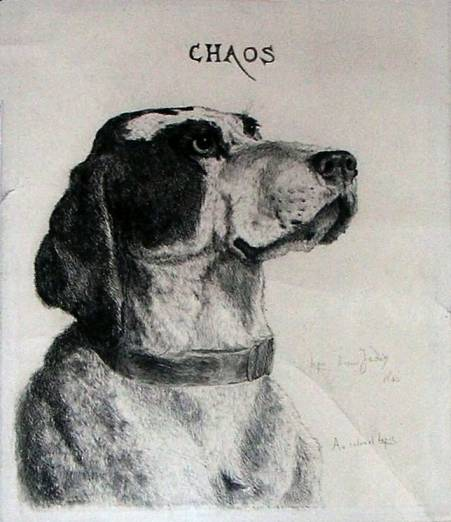
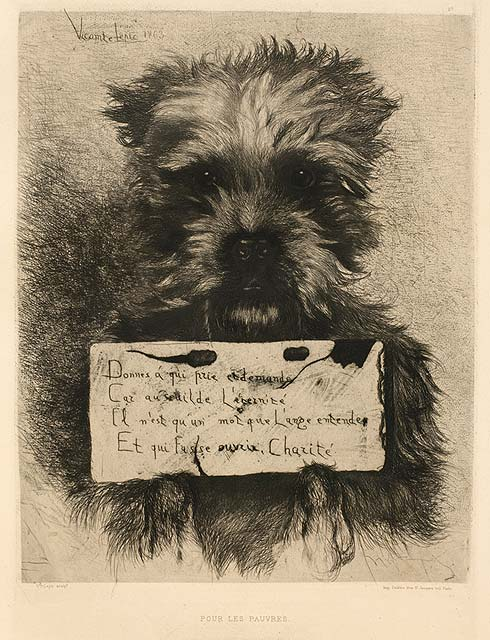
Pour les pauvres (1863)